# Prionanthium ecklonii
Prionanthium ecklonii là một loài thực vật có hoa trong họ Hòa thảo. Loài này được (Nees) Stapf miêu tả khoa học đầu tiên năm 1899.